# André Krüger (Sporthistoriker)
André Krüger (* 12. Mai 1960 in Hannover) ist ein deutscher Fußballhistoriker.

## Leben
Krüger ist als Jugendlicher von 1977 bis 1980 als Messejunge und später als 2. Steward zur See gefahren. 1980 begann er eine Lehre als Modellbauer. Nach Abschluss der Ausbildung war er über zehn Jahre in seinem Beruf tätig. Nach Arbeitsplatzverlust wurde er zum Bauzeichner umgeschult. Danach fand er eine Anstellung bei einem großen Unternehmen in der Bauabteilung. Krüger betreut Supermärkte und sorgt für die Instandsetzung und Erhaltung der baulichen Substanz.
Seit der Fußball-Weltmeisterschaft 1974 ist er Fan der australischen Nationalmannschaft. In der australischen Presse wird er als The Crazy German (Der verrückte Deutsche) und als größter Fan der Socceroos bezeichnet. Krüger lieferte einen wichtigen Beitrag zur Dokumentation der australischen Fußballgeschichte, indem er Daten über alle Länderspiele der Nationalmannschaft seit 1922 sammelte.
2006 wurde Krüger vom australischen Fußballverband als einziger Deutscher in die australische Fußball Hall of Fame (Australian Football Hall of Fame) aufgenommen. Auf Einladung von Ralé Rašić nahm er 2003 an einem Treffen der Mannschaft teil, die Australien bei der Weltmeisterschaft 1974 vertreten hatte.
Seit 1995 ist er mit seiner Frau Sabine verheiratet, die seine Reiseleidenschaft teilt.